# Lelów
Lelów est un village et une commune (gmina) de Pologne.

## Situation géographique
Lelów fait partie du district (powiat) częstochowski qui est localisé dans la voïvodie de Silésie. Le village est peuplé d’environ 2 000 habitants. Il est situé sur la rivière Białka, 35 km à l’est de Częstochowa. Il est traversé par la route nationale 46 (Kielce–Częstochowa), par la route 794 (Koniecpol–Cracovie) et par la route 789 (Lelów-Żarki).

## Histoire

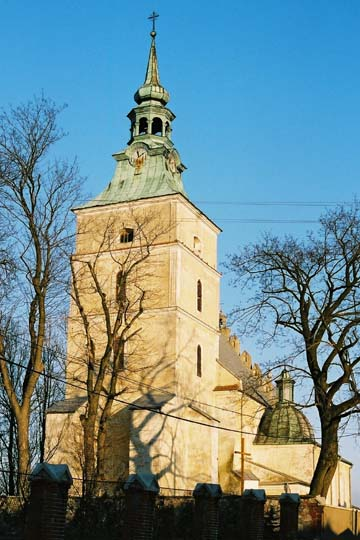
L’église paroissiale saint Martin

La localité est mentionnée pour la première fois en 1193, dans un document du pape Célestin III. En 1246, Conrad Ier de Mazovie fait construire un fort sur la Białka. De 1325 à 1334, Lelów est le siège d’un Décanat. En 1341, la localité reçoit les privilèges urbains. Elle se développe rapidement grâce à sa situation sur les routes commerciales reliant Cracovie à Sieradz, à Wieluń et à Kalisz. Du XIVe siècle jusqu’au XVIIe siècle, la ville est le siège d’un district de la voïvodie de Cracovie. Le commerce et le textile prennent de l’extension. À partir du XVIe siècle, une importante communauté juive se développe à Lelów, qui devient un des centres les plus importants de l’Hassidisme à partir du XVIIIe siècle.
Au XVIIe siècle, les incendies et les guerres provoquent un déclin important. En 1793, la ville devient prussienne. En 1807, elle rejoint le Duché de Varsovie et, en 1815, le Royaume du Congrès. En 1825, le monastère des Franciscains est détruit. En 1869, Lelów perd son statut de ville.
À la veille de la Seconde Guerre mondiale, les Juifs sont au nombre de 700 et représentent environ la moitié de la population. Le 4 septembre 1939, les Allemands s’emparent du village et incendient l’église paroissiale. Les Juifs sont déportés vers le camp d'extermination de Treblinka.
En 2020, la synagogue est à nouveau active.

## Principales attractions touristiques
- L’église paroissiale saint Martin (qui a miraculeusement survécu à l’incendie de septembre 1939) ;
- Le tombeau du tsadik Dovid Biderman (en) (lieu de pèlerinage pour les Hassidistes du monde entier) ;
- Une place unique en Europe (de chaque coin partent deux rues) ;
- Le ciulim (spécialité culinaire locale), proche du cholent.

## Habitants célèbres
- Daniel Sigonius (pl) (1563-1638), recteur de l'Université Jagellonne de Cracovie (1626–1627,1628-1630, 1637) ;
- Dovid Biderman (en) (1746-1814), tzadik, figure importante de l’hassidisme, et de la dynastie Lelov (en) ;
- David Zwi Schlomo Bidermann (de) (1844-1918), fils de Elasar Mendel, rabbin de Lelów, puis de Jérusalem ;
- Ignacy Trenda (pl) (1882-1939), héros de la résistance, tué par les Nazis le 4 septembre 1939. Il fait actuellement l’objet d’un procès de béatification.